# Shweta Bhardwaj
Shweta Bhardwaj (Bombay, 30 de septiembre de 1985) es una actriz y modelo india, reconocida por su participación en películas en idioma hindi. Hizo su debut en la película de acción de 2008 Mission Istanbul, protagonizada por Vivek Oberoi y Zayed Khan. En la cinta interpretó a Lisa Lobo. Criada en Delhi, Shweta estudió en el Colegio Gargi College y obtuvo un grado honorífico en historia.

## Filmografía

### Hindi y telugu
| Año  | Película           | Rol              | Idioma | Notas         |
| ---- | ------------------ | ---------------- | ------ | ------------- |
| 2008 | Mission Istanbul   | Lisa Lobo        | Hindi  | [ 1 ]         |
| 2009 | Indumathi          | Honey            | Telugu | [ 2 ]         |
| 2011 | Bin Bulaye Baraati |                  | Hindi  | [ 3 ]         |
| 2011 | Loot               | Tanya            | Hindi  | [ 4 ]         |
| 2011 | Players            | Shayla           | Hindi  | Invitada      |
| 2011 | Raqt - Ek Rishta   |                  | Hindi  | [ 6 ]         |
| 2012 | Businessman        | Guest Appearance | Telugu |               |
| 2012 | Chaalis Chauraasi  |                  | Hindi  | [ 7 ]         |
| 2013 | Adda               | Invitada         | Telugu |               |
| 2018 | Six X              |                  |        | Preproducción |